# Rad-Nationencup der Junioren 2009
Der Rad-Nationencup der Junioren 2009 war die 2. Austragung des Rad-Nationencups der Junioren, einer seit der Saison 2008 stattfindenden Serie der wichtigsten Rennen im Straßenradsport für Junioren.

## Rennen
| Datum               | Rennen                                           | Sieger (Fahrer)          | Sieger (Nationen)  | Führende Nation    |
| ------------------- | ------------------------------------------------ | ------------------------ | ------------------ | ------------------ |
| 12. April           | Paris–Roubaix (Junioren)                         | Guillaume Van Keirsbulck | Belgien            | Belgien            |
| 6. – 10. Mai        | Internationale Friedensfahrt (Junioren)          | Łukasz Wiśniowski        | Deutschland        | Russland           |
| 11. – 14. Juni      | Trofeo Karlsberg                                 | Emil Hovmand             | Dänemark           | Niederlande        |
| 11. – 12. Juli      | Grand Prix Général Patton                        | Jan Hirt                 | Belgien            | Niederlande        |
| 21. – 26. Juli      | Coupe des Nations Abitibi                        | Andrew Barker            | Vereinigte Staaten | Niederlande        |
| 7. August           | Weltmeisterschaft im Einzelzeitfahren (Junioren) | Luke Durbridge           | Deutschland        | Vereinigte Staaten |
| 9. August           | Weltmeisterschaft im Straßenrennen (Junioren)    | Jasper Stuyven           | Frankreich         | Vereinigte Staaten |
| 18. – 20. September | Istrien-Rundfahrt                                | Zico Waeytens            | Belgien            | Belgien            |

## Gesamtwertung
| Position | Nation             | Punkte |
| -------- | ------------------ | ------ |
| 1        | Belgien            | 223    |
| 2        | Niederlande        | 215    |
| 3        | Frankreich         | 187    |
| 4        | Vereinigte Staaten | 185    |
| 5        | Deutschland        | 159    |
| 6        | Dänemark           | 150    |
| 7        | Russland           | 105    |
| 8        | Österreich         | 105    |
| 9        | Portugal           | 87     |
| 10       | Kanada             | 84     |
| …        | …                  | …      |
| 19       | Schweiz            | 18     |